# Aguinaga (Usúrbil)

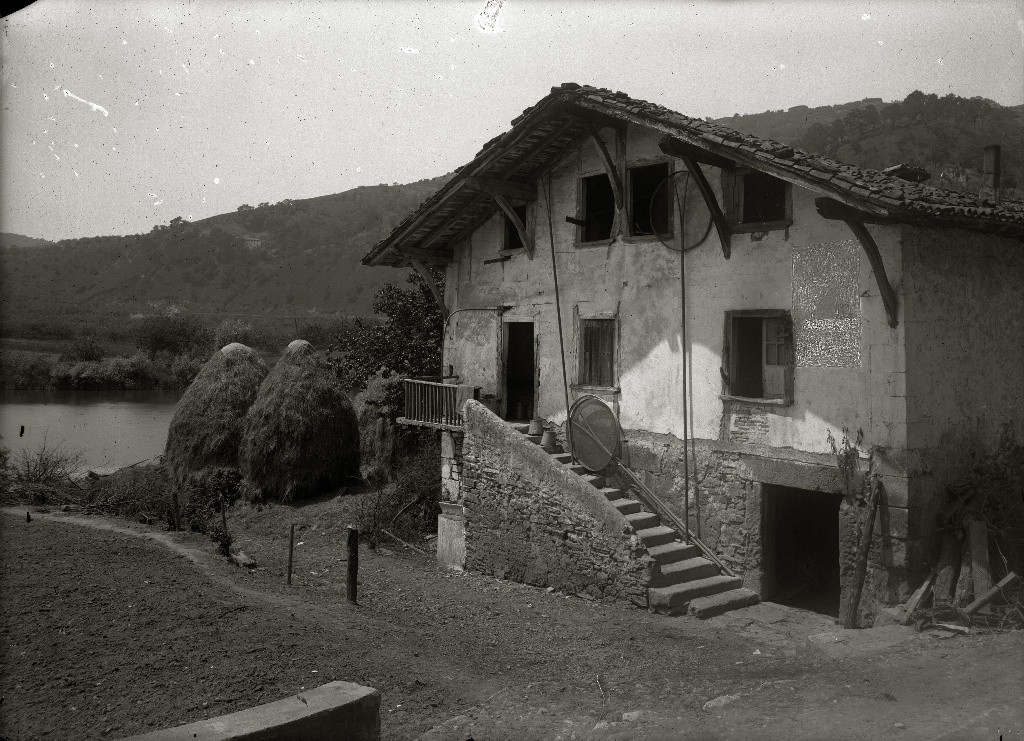
Caserío Mapil. Año 1940.

Aguinaga (en euskera y oficialmente Aginaga) es un barrio de Usúrbil con gran sentimiento de pertenencia situado en, Guipúzcoa, España. Es especialmente conocido gracias a la angula y la industria marisquera. Se encuentra en la comarca de Beterri-Buruntza en el Distrito Judicial de San Sebastián. En 2019, contaba con 471 habitantes. Se encuentra en la ribera del río Oria y al norte del monte Andatza. Linda al este con el casco urbano de Usúrbil, separado por el arroyo Intxuspe; al oeste con Orio, dividido por el arroyo Sariakola; al norte, con las tierras de Igueldo, en Aitzasate; y al Sur con la ría del Oria (los habitantes de Aguinaga la llaman "Errioa").
Aguinaga se divide en dos zonas, Alta Aguinaga, una barriada de caseríos aislados y Baja Aguinaga, seis barriadas formadas en torno al río: Intxaurreta, Mapil, Ezpaldi, Urruzmendi, el centro y Galardi. En el centro se encuentran el frontón Ariztitxo, la escuela o Escuela unitaria, el centro cultural Eliza Zaharra (la antigua Iglesia), la Residencia de Ancianos Arrate y la iglesia parroquial de San Francisco de Asís (la Iglesia nueva). Subiendo la cuesta de la parroquia se encuentra el cementerio en la colina.

## Etimología
En la base del nombre, se encuentra el nombre de árbol "(h)agin" (tejo en euskera), que se complementa con el sufijo -aga para indicar el lugar. Sería, por tanto, "El lugar del tejo o donde estaba el tejo".

## Historia
En los fueros concedidos por el Rey de Navarra Alfonso VI el Sabio a San Sebastián en 1180 se incluye por primera vez a Aguinaga. Tras la fundación de la Villa de Usúrbil en 1371, Aguinaga se incorporó a este municipio a finales del siglo XIV. Esta vinculación se produjo con base en un consenso entre ambos, en una fecha desconocida. A continuación se unieron Zubieta (barrio) y Urdaiaga. Sin embargo, Aguinaga mantuvo la administración independiente durante un tiempo. Los documentos que se redactaron más tarde dicen que esta relación estaba motivada por las costumbres que ya venían o por una concordia, ya que Aginaga asumía un tercio de los gastos de Usúrbil y lo mismo hacía con los de los procuradores que debían ser enviados a la provincia. Además, Aguinaga nombraba cada tres años al alcalde de Usúrbil.
En 1674, cuando el ayuntamiento pasó a la nueva casa concejo de Elizalde, Kalezar dejó de ser centro de la localidad y creó un pleito con Elizalde o Kaleberri para defender sus derechos. Aguinaga se dirigió a las Juntas Generales de Guipúzcoa para resolver el debate entre los dos barrios, designando a Juan Beltrán de Portu y Aguirre (sucesor del Puerto de Urdaibai) y Francisco de Vicuna y Gauna para que resolvieran las controversias entre ellos. La desconfianza entre los callejeros y los prescriptores estaba bastante extendida. Parece que los habitantes de Aguinaga tuvieron alguna influencia para que la nueva casa del pueblo o casa concejo se construyera en Elizalde, por lo que las relaciones entre ambos se enfriaron mucho a partir de entonces.
Tuvo muchas disputas primero con Kalezar y después con Kaleberri por la gestión municipal. En los años 1675, 1682 y 1793 se produjeron conflictos, al parecer por los procesos de nombramiento del Alcalde. En estos casos también acudieron a las Juntas Generales de Guipúzcoa solicitando la mediación.
Así las cosas, entre Usúrbil y Aguinaga se han producido a lo largo de la historia una serie de incidentes o enfrentamientos, Aguinaga nunca ha aceptado la anexión, sino la federación. Incluso en el día de hoy, ese sentimiento se puede percibir entre los habitantes.

### La Comunidad de Aguinaga
Aguinaga tuvo su antigua institución, la "Comunidad de Aguinaga". Además de la custodia de las casas y terrenos comunales abandonados en el inquilino, los habitantes de Aguinaga defendieron sus derechos en el monte Irisasi ante los diferentes superiores en largos y complicados litigios. Los juzgados siempre se habían mostrado favorables a la reserva de estos derechos.
Esta institución existe desde tiempos remotos, desde que existen Aguinaga y Urdaiaga; es decir, desde antes de la fundación de la villa de Usúrbil. Los habitantes de Aguinaga (incluidos los Urdaibai) se reunían en Elizalde para hablar de los asuntos de su comunidad, y nadie más de Usúrbil participaba en ella. Funcionaron durante siglos siguiendo la vieja costumbre, aunque no estuvieran oficialmente registrados como asociación.
Finalmente, decidieron registrarse el 4 de diciembre de 1920, y con ello elaboraron un reglamento para el funcionamiento de la asociación: las reuniones serían en la casa París de Elizalde, se impulsaría el uso y disfrute del patrimonio y de los derechos, el representante de la asociación (jurado) se cambiaría cada dos años. Según consta en las escrituras, son 36 participantes, 22 de ellos de Aguinaga y 14 de Urdaiaga. En la comunidad también participan muchos caseríos de Urdaiaga, es obvio. Por ahí quizá habría que explicar las relaciones de parentesco que siempre han mantenido estos dos barrios.

## La construcción naval en las riberas del río Oria
Los habitantes de Aguinaga siempre han vivido de cara a río y un claro ejemplo de ello son los exuberantes astilleros que allí se formaron.

### Astillero de Mapil (siglosXVI-XIX)
Es el más antiguo, principal y famoso de los astilleros de Aguinaga. En los siglos XVI y XVII fue un astillero privado en su totalidad, en los siglos XVIII y XIX (hasta su cierre) gestionado por el Ayuntamiento de Usúrbil, aunque la participación económica mayoritaria fue la de Ignacio Soroa. En una declaración jurada de 1606, varios maestros constructores de barcos decían:
(...) fabricar qualquier galeón por grande que fuese y largo asta cuarenta codos de quilla de manera que en el botte y flotando tripolado y por tripolar saliessen más seguros de la ribera de Husúrbil asta la mar todas las veces que Su Magestad los madase fabricar (...)
Barcos de 1.300 toneladas llegaron a fabricarse para la marina de los Reyes de España. Sin embargo, a partir de 1700 disminuyó la producción y no se construyeron más cascos de más de 300 toneladas. A partir de 1816 ya no se construyeron barcos en el astillero de Mapil. Sin embargo, hay que decir que gracias a su gestión pública, era responsabilidad de la familia que estaba de alta inquilina en el caserío de Mapil, tener custodiados los terrenos y dispuesta para la explotación futura toda propiedad que hubiera en ellos. Francisco Lizarraga, alcalde de Usúrbil, asegura que se mantuvieron así al menos hasta 1831.
Hay quien dice que la Santa María, llevada por Colón a América, fue también hecha allí; se llamaba María Galanta. Cuando Felipe IV, rey de España, trajo a su hija a casarse con Luis XIV, rey de Francia, le cedió su hija al rey francés en el río Bidasoa, sobre una góndola muy elegante, provista de extraños adornos, que se había construido, según dicen, en Mapil.

### Astillero de Aguinaga o Zakoeta (siglos XVI-XIX)
Ese astillero funcionó durante tres siglos. El río Oria tiene poca profundidad en el lugar donde se ubicaba este astillero, pero no fue un problema para los maestros de la época, que fabricaron barcos de hasta 200 toneladas. La época dorada de este astillero fue el siglo XIX, ya que tras la finalización de las Guerras Napoleónicas se construyeron hasta 1841 más de la mitad de los buques fabricados por los astilleros guipuzcoanos. A partir de 1841 se desmorona principalmente por la creación de otros astilleros en Pasajes.
En 1878 se construyó el Ugarte Número Dos, primer barco de vapor del País Vasco para el armador bilbaíno José de Ugarte.

### Astillero de Uriberri (1852-1922)
Uno de los astilleros más desconocidos de Guipúzcoa. Fue propiedad de la familia Mutiozabal y fue el taller de ribera más innovador e importante de Guipúzcoa en la segunda etapa del siglo XIX.

### Instalaciones de Sari (sigloXIX)
Hay poca información de ese pequeño astillero. Sólo sabemos que en 1830 el San Juan Bautista se fabricó para el donostiarra Pascual Nemenin.

## Demografía
| 1860 | 1960 | 2000 | 2001 | 2002 | 2003 | 2004 | 2005 | 2006 | 2007 | 2008 |
| ---- | ---- | ---- | ---- | ---- | ---- | ---- | ---- | ---- | ---- | ---- |
| 463  | 639  | 461  | 466  | 492  | 500  | 503  | 500  | 493  | 453  | 455  |

## Política y administración
En la actualidad, Aguinaga no cuenta con ninguna administración propia ni entidades locales menores. Tampoco tiene una asamblea popular que represente al barrio. Por lo tanto, cuando hablamos de política y administración local tenemos que hablar del municipio de Usúrbil. Así, Agurtzane Solaberrieta Mesa (EH Bildu) es la alcaldesa de Usúrbil. Gobierna desde que las elecciones municipales y forales de 2019 tuvieron lugar en el País Vasco. EH Bildu ha gobernado en Usúrbil por mayoría absoluta en las dos últimas legislaturas.
| AÑO  | CENSO | VOTOS | NULOS | BLANCO | ABSTENCIÓN | EH BILDU | BILDU | ANV-EAE | ARALAR | EA    | HAMAIKA BAT | EAJ-PNV | AHULKI ZURIAK | PSE-EE | PP   |
| ---- | ----- | ----- | ----- | ------ | ---------- | -------- | ----- | ------- | ------ | ----- | ----------- | ------- | ------------- | ------ | ---- |
| 2019 | 353   | 230   | 5     | 7      | 123        | %53.3    | -     | -       | -      | -     | -           | %36,4   | %4            | %2,7   | %0,4 |
| 2015 | 367   | 249   | 5     | 10     | 118        | %52.9    | -     | -       | -      | -     | -           | %39,8   | -             | %2,0   | %1,2 |
| 2011 | 378   | 260   | 5     | 2      | 118        | -        | %56.5 | -       | %10,6  | -     | %23,4       | %14,1   | -             | %2,0   | %1,6 |
| 2007 | 458   | 273   | 4     | 4      | 181        | -        | -     | %38.5   | %11,4  | %23,4 | -           | %11,0   | -             | %8,8   | %4,0 |

## Cultura

### Euskera
Aguinaga es un pueblo euskaldún. El uso del euskera en la calle es del 92,8% en 2011 y del 90% en 2016.
En cuanto al dialecto o euskalki, el lenguaje natural es el de Beterri, variante del guipuzcoano.
Ligado al euskera, el principal emprendedor de la localidad ha sido el periodista Pello Zubiria. Cabe destacar también el trabajo realizado por Jabier Pikabea Aizpurua, que en 2005 publicó un libro que recoge el lenguaje y la cultura de la ría.

### Asociaciones
- Residencia Arrate Zahar

- Asociación Popular y Cultural Antxomolantxa

- Asociación de Padres San Praixku

- Sociedad Gastronómica Atarialde

- Comisión de Fiestas de Aguinaga - Jóvenes de Aguinaga

### Fiestas
El 4 de octubre se celebran las fiestas de San Francisco de Asís (San Praixku en euskera) en Aguinaga. Suelen prolongarse durante dos fines de semana, 5-6 días, son fiestas populares que siempre han sido muy famosas en la zona.

### Remo
La trainera de Aguinaga, estuvo organizado por la Asociación Txitxardin Zale. En 1956 fueron terceros en la Bandera de la Concha. Fueron ganadores de la Bandera de La Concha de 1957 y de la Bandera de La Concha de 1960.
En los años 50 las traineras estaban en crisis, estaban a punto de perder. La federación minimizó las obligaciones de completar las traineras. Descartando tener que nacer en el pueblo de Traine y exigiendo únicamente tener ficha federativa. Por lo tanto, Aguinaga consiguió la oportunidad de presentarse.
En 1957, habitantes de Aguinaga, Orio (de Ortzaika en su mayoría) y San Pedro (a los que llamaban Estados Unidos) formaron la trainera. Los de Aguinaga eran Julián Pikabea, Imanol Ikutza, Juan Ikutza (en sustitución de Antonio Etxeberria), Antonio Manterola y Martín Errasti. Los de Ortzaika eran Batista Oliden, Antonio Oliden, Alejandro Oliden, Tiburcio Etxeberria y Ramón Arreseigor "Trabuko" y el oriotarra Juanito Lizarralde. Por último, los sanpedrotarras José Luis Iriondo, Mikel Kortadi y Alfontso Sagarzazu.

Cuando regresaban de San Sebastián, los vecinos les lanzaron agua desde los balcones al pasar por la calle principal de Usúrbil. Francisco Kalparsoro Patto era alcalde de Usúrbil y seguidor de la trainera de Usúrbil, según Andrés Bruño, delegado de la trainera:
"... no le hacía gracia la trainera de Aguinaga. Por ello, las banderas ganadas por Aguinaga nunca han estado en el Ayuntamiento de Usúrbil."